# Make Luv
Make Luv is een nummer van de Italiaanse dj Room 5 uit 2001, uitgebracht op single in 2003. Het nummer bevat een sample uit Get Down Saturday Night van Oliver Cheatham (1948-2013), vandaar dat hij ook vermeld staat op de credits.
Het nummer werd een grote danshit in Europa. Het bereikte de 7e positie in Italië, het thuisland van Room 5. In de Nederlandse Top 40 deed het nummer het nog beter met een 2e positie en een Dancesmash op Radio 538, terwijl het in de Vlaamse Ultratop 50 een bescheiden 29e positie haalde.